# Tarachodes vitreus
Tarachodes vitreus är en bönsyrseart som beskrevs av Scott LaGreca 1950. Tarachodes vitreus ingår i släktet Tarachodes och familjen Tarachodidae. Inga underarter finns listade i Catalogue of Life.